# Morón Airport
Morón Airport är en flygplats i Argentina.   Den ligger i provinsen Buenos Aires, i den centrala delen av landet, 25 km väster om huvudstaden Buenos Aires. Morón Airport ligger 20 meter över havet.
Terrängen runt Morón Airport är mycket platt. Runt Morón Airport är det mycket tätbefolkat, med 2 181 invånare per kvadratkilometer.. Närmaste större samhälle är Morón, 3,3 km nordost om Morón Airport.
Runt Morón Airport är det i huvudsak tätbebyggt.